# نکاح (فیلم)
نکاح (به هندی: Nikaah) یا قرارداد ازدواج فیلمی محصول سال ۱۹۸۲ و به کارگردانی بالدو راج چوپرا است. در این فیلم بازیگرانی همچون راج بابار، دیپاک پاراشار، سلما آقا، آسرانی، افتخار ایفای نقش کرده‌اند.